# Chartainvilliers
Chartainvilliers és un municipi francès, situat al departament de l'Eure i Loir i a la regió de Centre – Vall del Loira. L'any 2007 tenia 750 habitants.

## Demografia

### Població
El 2007 la població de fet de Chartainvilliers era de 750 persones. Hi havia 252 famílies, de les quals 40 eren unipersonals (16 homes vivint sols i 24 dones vivint soles), 68 parelles sense fills, 136 parelles amb fills i 8 famílies monoparentals amb fills.
La població ha evolucionat segons el següent gràfic:
Habitants censats

### Habitatges
El 2007 hi havia 289 habitatges, 258 eren l'habitatge principal de la família, 24 eren segones residències i 7 estaven desocupats. 282 eren cases i 7 eren apartaments. Dels 258 habitatges principals, 242 estaven ocupats pels seus propietaris, 15 estaven llogats i ocupats pels llogaters i 1 estava cedit a títol gratuït; 2 tenien una cambra, 4 en tenien dues, 24 en tenien tres, 57 en tenien quatre i 171 en tenien cinc o més. 219 habitatges disposaven pel capbaix d'una plaça de pàrquing. A 81 habitatges hi havia un automòbil i a 170 n'hi havia dos o més.

### Piràmide de població
La piràmide de població per edats i sexe el 2009 era:
| Homes | Edats   | Dones |
| ----- | ------- | ----- |
| 0     | 95 o +  | 0     |
| 0     | 90 a 94 | 0     |
| 0     | 85 a 89 | 0     |
| 4     | 80 a 84 | 0     |
| 4     | 75 a 79 | 16    |
| 0     | 70 a 74 | 8     |
| 16    | 65 a 69 | 12    |
| 16    | 60 a 64 | 16    |
| 12    | 55 a 59 | 8     |
| 36    | 50 a 54 | 28    |
| 16    | 45 a 49 | 40    |
| 60    | 40 a 44 | 28    |
| 24    | 35 a 39 | 20    |
| 16    | 30 a 34 | 4     |
| 8     | 25 a 29 | 24    |
| 28    | 20 a 24 | 16    |
| 28    | 15 a 19 | 20    |
| 20    | 10 a 14 | 20    |
| 12    | 5 a 9   | 24    |
| 4     | 0 a 4   | 24    |

## Economia
El 2007 la població en edat de treballar era de 512 persones, 384 eren actives i 128 eren inactives. De les 384 persones actives 360 estaven ocupades (185 homes i 175 dones) i 24 estaven aturades (13 homes i 11 dones). De les 128 persones inactives 45 estaven jubilades, 50 estaven estudiant i 33 estaven classificades com a «altres inactius».

### Ingressos
El 2009 a Chartainvilliers hi havia 260 unitats fiscals que integraven 738 persones, la mediana anual d'ingressos fiscals per persona era de 23.620 €.

### Activitats econòmiques
Dels 14 establiments que hi havia el 2007, 1 era d'una empresa alimentària, 2 d'empreses de fabricació d'altres productes industrials, 5 d'empreses de construcció, 1 d'una empresa de comerç i reparació d'automòbils, 1 d'una empresa immobiliària i 4 d'empreses de serveis.
Dels 6 establiments de servei als particulars que hi havia el 2009, 1 era un taller de reparació d'automòbils i de material agrícola, 2 lampisteries i 3 electricistes.
L'any 2000 a Chartainvilliers hi havia 6 explotacions agrícoles que ocupaven un total de 906 hectàrees.

## Poblacions més properes
El següent diagrama mostra les poblacions més properes.